# Waterpolo

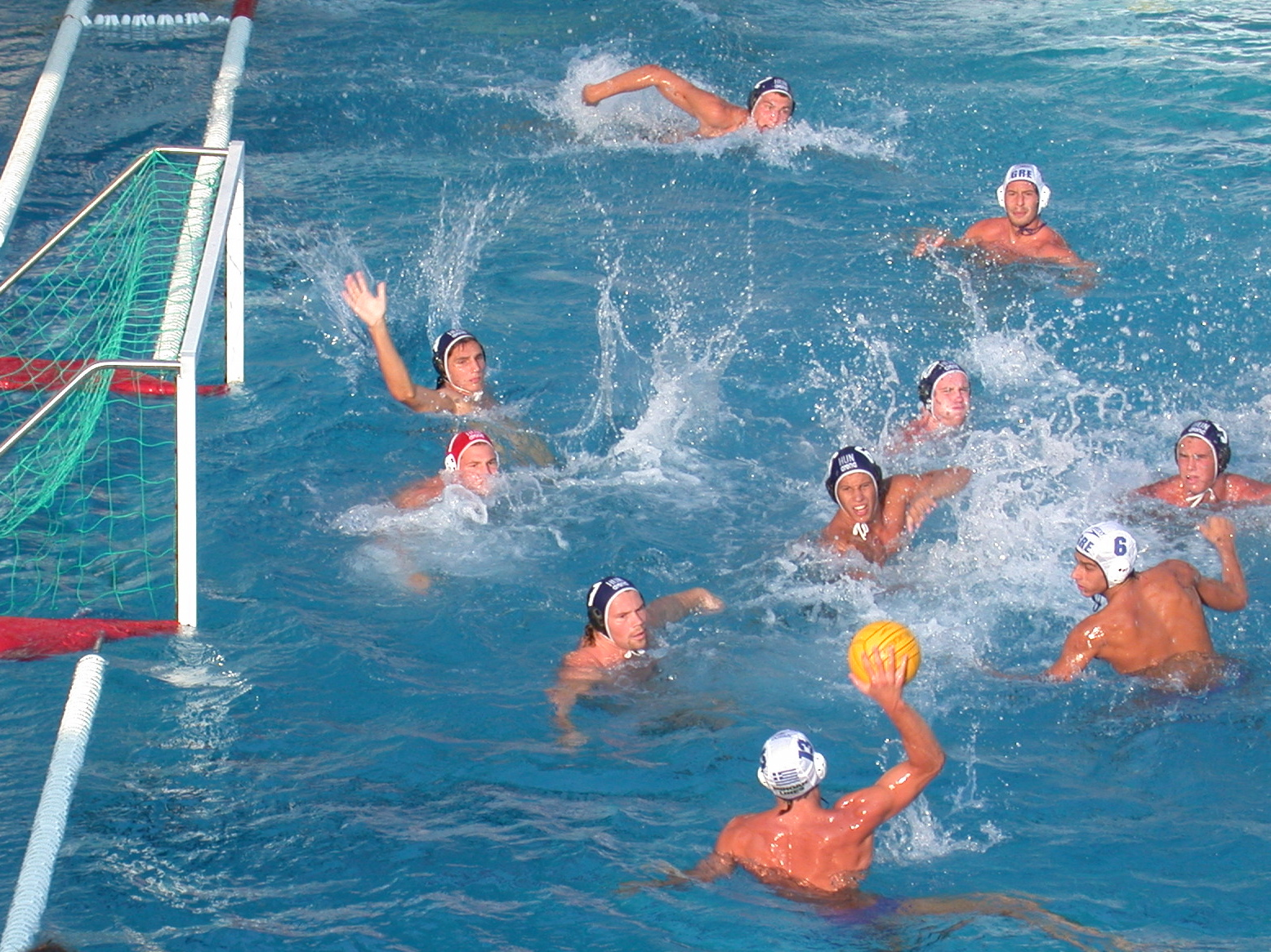
Partido de waterpolo entre las selecciones de Grecia y Hungría.

El waterpolo o polo acuático es un deporte que se practica en una piscina, en el cual se enfrentan dos equipos. El objetivo del juego es el de marcar el mayor número de goles en la portería del equipo contrario durante el tiempo que dura el partido, cuatro tiempos de ocho minutos más específicamente.
Los equipos cuentan en el agua con seis jugadores de campo y un portero y debe ser el máximo de seis jugadores suplentes en la banca. Se diferencian por el color del gorro, que es obligatorio como en todos los otros deportes olímpicos relacionados con la natación y la piscina.
Existen faltas, expulsiones temporales (20 segundos) y expulsiones definitivas. Un partido se divide en cuatro periodos de ocho minutos de juego efectivo. Un total de treinta y dos minutos del partido completo.
Este deporte fue creado, en 1877, por el instructor de natación y periodista escocés William Wilson y fue reconocido por la Asociación Náutica de Reino Unido en 1885.

## Reglas de juego

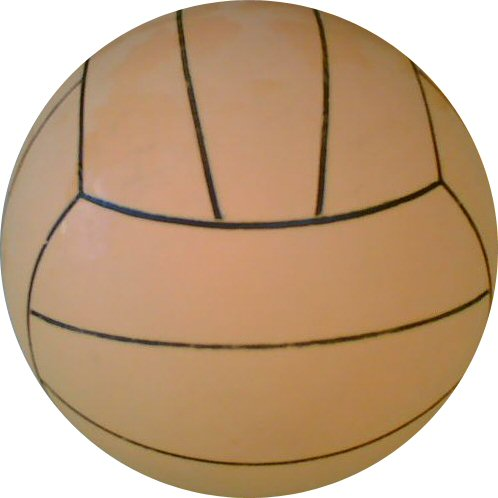
Pelota de waterpolo

- Ningún jugador puede tocar la pelota con dos manos, excepto el portero que sí puede, pero sí la pueden tocar con otra parte del cuerpo. En el caso de que la toquen con las dos manos, se pitará falta al instante.
- Un participante puede marcar gol con cualquier parte del cuerpo exceptuando el puño cerrado. En este caso, el jugador será expulsado. Solo se le permite usar el puño cerrado al portero, siempre y cuando sea para defender su portería.
- Hasta que el jugador no suelte la bola de la mano (cuando el jugador sea hundido por el contrario), el árbitro no pitará falta.
- El jugador que impida el movimiento del jugador contrario será expulsado.
- No está permitido mantenerse junto al portero en modo de delantero mientras el equipo del propio delantero está defendiendo.
- Cuando un equipo se queda con un jugador de menos, tienen que pasar veinte segundos o que su equipo recupere la pelota para que este jugador o, en su defecto, el jugador suplente pueda ingresar en el campo de juego.
- Si se le hunde la pelota a un jugador, será falta en contra del equipo de dicho jugador.
- Se prohíbe salpicar agua a los ojos de un jugador. Si este hecho se realiza, se pitará expulsión.
- Cada entrenador puede solicitar un tiempo muerto de un minuto de duración en cada periodo, más uno en tiempo extra.
- Se debe robar el balón sin agarrar al jugador contrario, de lo contrario se pitará expulsión.
- La falta deberá ser sacada inmediatamente, pasando a un compañero o elevando el balón al aire siempre que se separe de la palma de la mano.
- Puedes pasar las veces que quieras a tus compañeros, hasta que se agoten los 30 segundos que se te acabara el tiempo de posesión y tendrás que lanzar el balón a portería o dárselo directamente al contrario.
- Se marcará un gol cuando la pelota pase enteramente la línea de gol entre los postes debajo el travesaño de la portería.
- Equipos de 13 jugadores como máximo, con un mínimo obligatorio de seis jugadores y el portero.
- La duración del partido será de cuatro partes de 8 minutos cada una, a tiempo reglamentario. Si está empatado los equipos van directamente a penales o penaltis.
- Cada equipo jugará con gorros de distinto color (casi siempre azul y blanco), el local elige color, siendo rojo para los porteros.
- Los jugadores no pueden saltar con las dos manos a la vez (sin incluir al portero), en su defecto se pitará penal si el jugador se encuentra dentro de 5 metros. Si se encuentra fuera del área de 5 metros será expulsado.
- Nadie puede apoyarse en los bordes de la piscina cuando se está jugando, es falta. No se puede hacer pie en el fondo de la piscina o impulsarse de éste, también es falta, lo que hace que los jugadores estén flotando (Dependiendo normalmente de sus pies) e influye en su agotamiento.

Las reglas cambian según la categoría.
Los árbitros y los encargados de la mesa donde se controlan las incidencias del partido están fuera del agua y a los lados de la piscina.
En la piscina se demarcan zonas para una ubicación correcta de los jugadores durante el juego, y para que los árbitros puedan aplicar las reglas de faltas y tiros, fuera de juego, y son: 
- Zona de 2 metros para el fuera de juego.
- Zona de 5 metros para el tiro inmediato después de una falta y el punto donde se lanza el penalti.
- Zona que determina la mitad del campo, 15 metros para los hombres y 12,5 metros para las mujeres.

## Posiciones de juego
Hay seis jugadores de campo y un portero en cada equipo. Salvo el portero, las posiciones de los demás jugadores pueden variar a lo largo del partido según la situación lo demande.

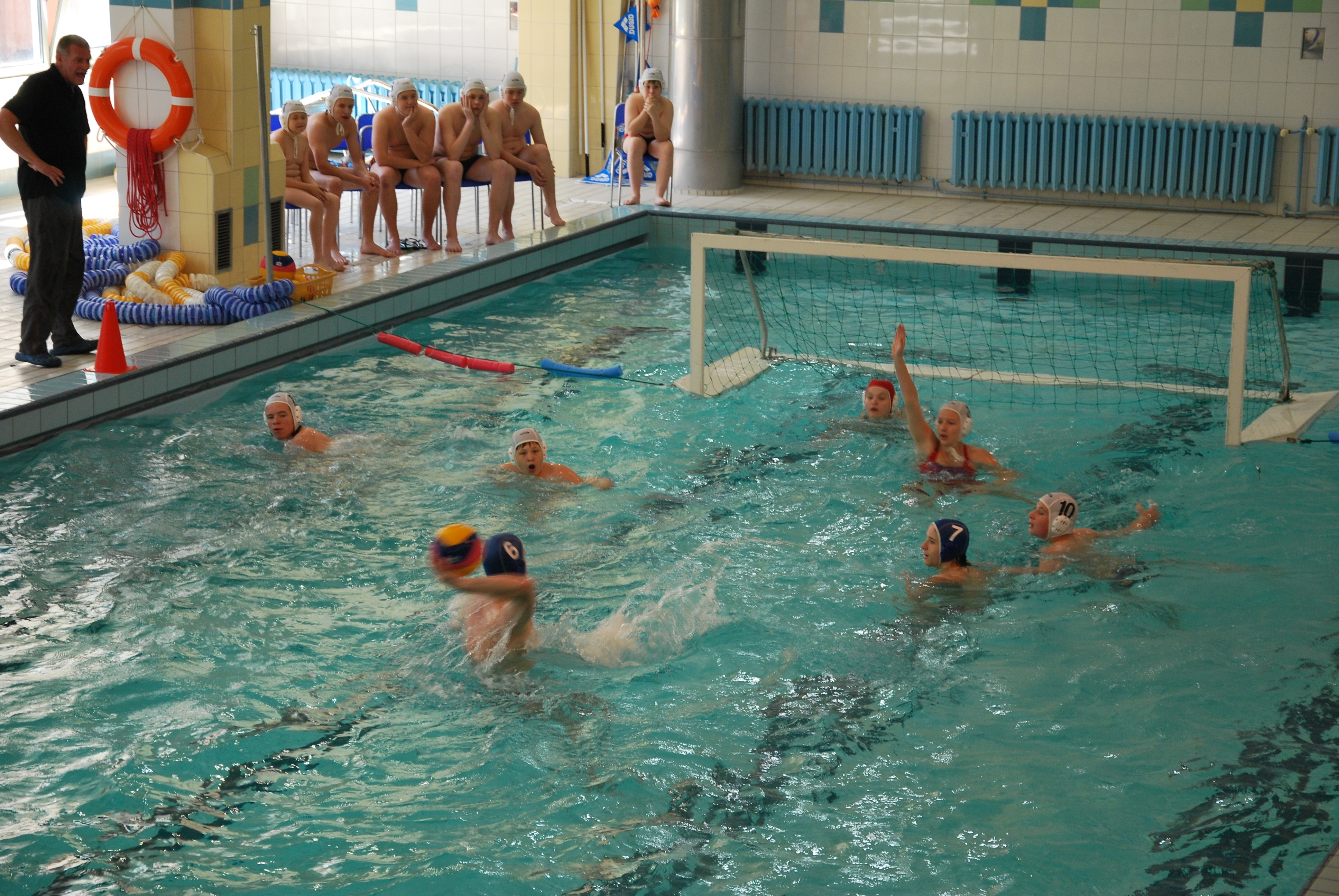

### Ataque

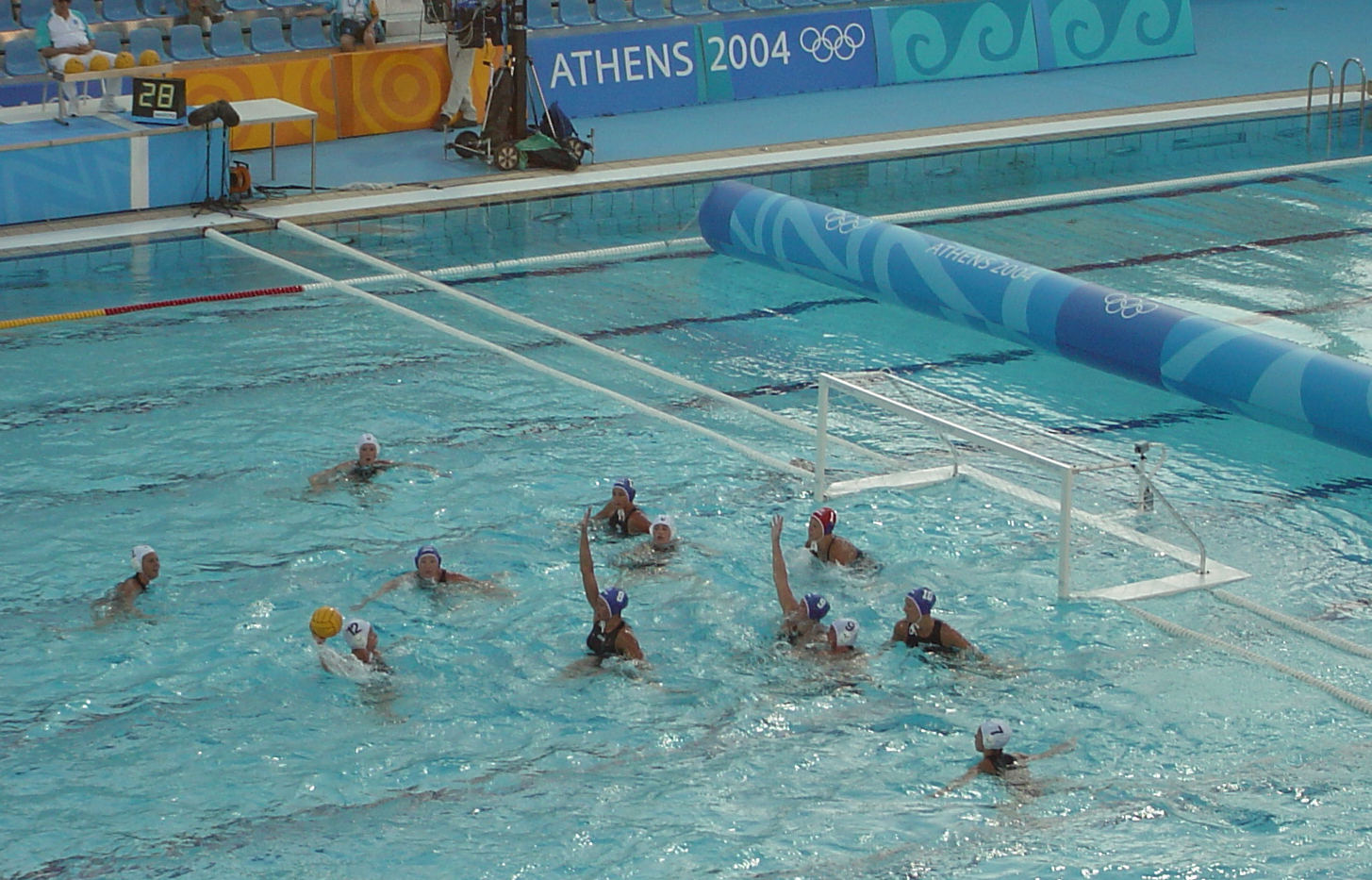
Partido de waterpolo en los JJ.OO de Atenas 2004

Tradicionalmente los jugadores se sitúan en arco alrededor de la portería contraria a una distancia aproximada de siete metros. El boya (también llamado pivote o avant-piquet), la posición más importante, se sitúa en el centro del ataque y a una distancia de unos dos o tres metros de la portería contraria.
Esta configuración puede variar en función de las necesidades tácticas, así como puede haber un intercambio de posiciones entre los jugadores durante el ataque.
Cuando un defensor es expulsado y el equipo atacante dispone de un jugador más, la disposición cambia. Existen varias jugadas para aprovechar esta superioridad, siendo las más extendidas el "4-2" y el "3-3", donde el primer dígito indica el número de jugadores que se sitúan en la línea de dos metros, y el segundo, el número de jugadores que se sitúan en una línea algo más lejana, a unos cinco o seis metros.

### Defensa
Las posiciones de defensa son las mismas que las de los atacantes, existiendo multitud de posibilidades tácticas, como defensa individual, zona presionante, zonas por alguna posición donde el rival sea más débil, defensa doble del boya o zona "m". La defensa en inferioridad numérica suele adaptarse al ataque que decida el equipo contrario, siendo lo habitual o bien defensas basadas en el bloqueo de brazos, donde la idea es impedir que el atacante vea con claridad la portería, o bien defensas rápidas tratando de dificultar la circulación del balón.

### Portero o arquero
El portero, cuyas funciones son evitar goles del equipo contrario, bloquear el balón y rechazarlo para impedir que entre en su portería, tiene ciertos tipos de privilegios respecto al resto de jugadores, siempre y cuando se encuentre dentro de la zona de cinco metros delante de su portería:
- Es el único jugador que puede tocar el balón con las dos manos.
- Es el único que puede golpear la pelota con el puño cerrado.
- Es el único que puede levantarse con las 2 manos a la vez.

Además, el reglamento le impide pasar del medio campo. No obstante su papel no es exclusivamente defensivo, siendo por norma general el que da el primer pase del ataque y en especial de los pases largos en contraataques.
El portero también tiene que dar, algunas veces, pases largos para que el jugador pueda palmear en la línea de gol
de dos metros.

### Los puestos en el campo de juego
Aunque el entrenador siempre decide los lugares o puestos de sus jugadores y, menos en el portero, la reglamentación es la misma para todos los jugadores, por norma y por su eficacia se suelen utilizar los siguientes puestos: 
- El boya: El puesto más característico del waterpolo; suele ser el jugador más corpulento, más inteligente y con más potencia de tiro. Se tiene que situar cerca de la portería, a dos o tres metros. Su función es finalizar las jugadas. Al tener esta faceta de organizador tiene que jugar gran parte del tiempo de espaldas a la portería.
- 1 y 5: Suelen ser dos, uno a cada lado de la portería de su equipo, lo ideal que el extremo 1, el derecho, sea zurdo. Deben jugar con el boya e intentar estar en línea despejada con él.
- 3: Se sitúa en la misma línea que el boya pero a más distancia de la portería, por ello tiene que tener un buen control de los pases largos.
- 2 y 4: Colocados enfrente de los palos a unos 5 metros de la portería, entre el central y los extremos. Su función es la de penetración y la de dinamización, por lo que tienen que ser técnicos y rápidos.

Como en el balonmano o en el fútbol el portero tiene un rol de juego muy distinto a sus compañeros, sus entrenamientos y sus cualidades físicas tienen que ser distintas. En el waterpolo el portero es una pieza fundamental del equipo.

## Competiciones internacionales por naciones

### Juegos Olímpicos

#### Medallas olímpicas, categoría masculina
| Año                 | Oro             | Plata               | Bronce           |
| ------------------- | --------------- | ------------------- | ---------------- |
| 1900 París          | Reino Unido     | Bélgica             | Francia          |
| 1908 Londres        | Reino Unido     | Bélgica             | Suecia           |
| 1912 Estocolmo      | Reino Unido     | Suecia              | Bélgica          |
| 1920 Amberes        | Reino Unido     | Bélgica             | Suecia           |
| 1924 París          | Francia         | Bélgica             | Estados Unidos   |
| 1928 Ámsterdam      | Alemania        | Hungría             | Francia          |
| 1932 Los Ángeles    | Hungría         | Alemania            | Estados Unidos   |
| 1936 Berlín         | Hungría         | Alemania            | Bélgica          |
| 1948 Londres        | Italia          | Hungría             | Países Bajos     |
| 1952 Helsinki       | Hungría         | Yugoslavia          | Italia           |
| 1956 Melbourne      | Hungría         | Yugoslavia          | Unión Soviética  |
| 1960 Roma           | Italia          | Unión Soviética     | Hungría          |
| 1964 Tokio          | Hungría         | Yugoslavia          | Unión Soviética  |
| 1968 México D.F.    | Yugoslavia      | Unión Soviética     | Hungría          |
| 1972 Múnich         | Unión Soviética | Hungría             | Estados Unidos   |
| 1976 Montreal       | Hungría         | Italia              | Países Bajos     |
| 1980 Moscú          | Unión Soviética | Yugoslavia          | Hungría          |
| 1984 Los Ángeles    | Yugoslavia      | Estados Unidos      | Alemania         |
| 1988 Seúl           | Yugoslavia      | Estados Unidos      | Unión Soviética  |
| 1992 Barcelona      | Italia          | España              | Equipo Unificado |
| 1996 Atlanta        | España          | Croacia             | Italia           |
| 2000 Sídney         | Hungría         | Rusia               | Yugoslavia       |
| 2004 Atenas         | Hungría         | Serbia y Montenegro | Rusia            |
| 2008 Pekín          | Hungría         | Estados Unidos      | Yugoslavia       |
| 2012 Londres        | Croacia         | Italia              | Serbia           |
| 2016 Río de Janeiro | Serbia          | Croacia             | Italia           |
| 2020 Tokio          | Serbia          | Grecia              | Hungría          |
| 2024 París          | Serbia          | Croacia             | Estados Unidos   |

#### Medallero histórico olímpico masculino
| Núm. | País           | Oro | Plata | Bronce | Total |
| ---- | -------------- | --- | ----- | ------ | ----- |
| 1    | Hungría        | 9   | 3     | 4      | 16    |
| 2    | Serbia         | 6   | 5     | 3      | 14    |
| 3    | Reino Unido    | 4   | 0     | 0      | 4     |
| 4    | Italia         | 3   | 2     | 3      | 8     |
| 5    | Rusia          | 2   | 3     | 5      | 10    |
| 6    | Croacia        | 1   | 3     | 0      | 4     |
| 7    | Alemania       | 1   | 2     | 1      | 4     |
| 8    | España         | 1   | 1     | 0      | 2     |
| 9    | Francia        | 1   | 0     | 2      | 3     |
| 10   | Estados Unidos | 0   | 3     | 4      | 7     |
| 11   | Bélgica        | 0   | 4     | 2      | 6     |
| 12   | Suecia         | 0   | 1     | 2      | 3     |
| 13   | Grecia         | 0   | 1     | 0      | 1     |
| 14   | Países Bajos   | 0   | 0     | 2      | 2     |

#### Medallas olímpicas, categoría femenina
El waterpolo femenino fue introducido en los Juegos Olímpicos en Sídney 2000.
| Año                 | Oro            | Plata          | Bronce         |
| ------------------- | -------------- | -------------- | -------------- |
| 2000 Sídney         | Australia      | Estados Unidos | Rusia          |
| 2004 Atenas         | Italia         | Grecia         | Estados Unidos |
| 2008 Pekín          | Países Bajos   | Estados Unidos | Australia      |
| 2012 Londres        | Estados Unidos | España         | Australia      |
| 2016 Río de Janeiro | Estados Unidos | Italia         | Rusia          |
| 2020 Tokio          | Estados Unidos | España         | Hungría        |
| 2024 París          | España         | Australia      | Países Bajos   |

#### Medallero histórico olímpico femenino
| Núm. | País           | Oro | Plata | Bronce | Total |
| ---- | -------------- | --- | ----- | ------ | ----- |
| 1    | Estados Unidos | 3   | 2     | 1      | 6     |
| 2    | España         | 1   | 2     | 0      | 3     |
| 3    | Australia      | 1   | 1     | 2      | 4     |
| 4    | Italia         | 1   | 1     | 0      | 2     |
| 5    | Países Bajos   | 1   | 0     | 1      | 2     |
| 6    | Grecia         | 0   | 1     | 0      | 1     |
| 7    | Rusia          | 0   | 0     | 2      | 2     |
| 8    | Hungría        | 0   | 0     | 1      | 1     |

## Tipos de pases
Pasar el balón de un compañero a otro hasta llegar a la portería contraria es la esencia de casi todos los juegos de balón con portería. En el deporte del waterpolo hay varias formas de pasar el balón. 
- Pase delantero

Jugador en posición básica, con el balón controlado, se gira hacia el lugar donde quiere dirigir el tiro, el brazo lanzador por detrás de la cabeza y efectúa el lanzamiento mediante la progresiva extensión del brazo, antebrazo y mano. 
- Pase sueco.

Se coge el balón por la parte superior o inferior y se efectúa una pronación de la mano para que el dorso quede mirando hacia el jugador que tiene el balón, se lanza mediante la extensión del brazo. 
- Pase de revés

Sirve para pasar el balón a un objetivo que se encuentre detrás del lanzador, se ha de coger el balón por la parte de arriba, al igual que el pase sueco, el balón se lanza con la extensión del brazo hacia atrás. 
- Pase por palmeo

La diferencia con el resto de los pases es que en este, el jugador no  para ni  recibe el balón, sino que, con un ligero contacto ayuda a dirigirlo hacia otro compañero o portería. 
- Pase rectificado

Acción de transmitir el balón hacia un compañero, en acción dinámica de nado ofensivo, mediante finta estática y torsión del tronco con salto lateral hacia el lado contrario de su mano diestra. La mano de agarre del balón se dirige hacia el hombro contrario, que junto al salto lateral y torsión realizados, están en disposición de proyectar el balón a su destino que, generalmente, es el jugador en posición 6 de ataque o boya. (Escuela nacional de entrenadores, libro de entrenador superior de waterpolo) 
- Pase de agarre inferior

Es un pase rápido entre compañeros normalmente quietos (posición estática) y atacando. Como su nombre indica se caracteriza porque el balón se agarra desde abajo y atrás, debe ser un pase rápido ya que se puede perder el balón en esta postura rápidamente.
- Vaselina

Es un pase por arriba del jugador rival, que toma forma de parábola. El balón al ser desprendido de las manos del atacante, asciende a una altura imposible de alcanzar para el jugador defensor, para luego descender en las manos de otro jugador en ataque.

## Medidas oficiales
A nivel reglamentario se utilizan las mismas reglas para el Campeonato de waterpolo del mundo que las aplicadas en los Juegos Olímpicos.
Las dimensiones que debe tener la piscina para desarrollar competiciones internacionales deben ser de 30 m de largo por 20 m de ancho y una profundidad mínima de 2 m en todo el campo de juego según la Federación Internacional de Natación (FINA). 
En el caso del waterpolo femenino las medidas son un poco menores y las piscinas miden 25 m de largo por 17 m de ancho.
Profundidad de las piscinas:
La profundidad ocupada en las piscinas aptas para practicar este deporte va de la siguiente manera:
Profundidad mínima en todo el terreno de juego según FINA: 2 m para asegurar que el jugador no toque el fondo.
Profundidad promedio ocupada en Juegos Olímpicos o competencias internacionales de alto nivel: 2,70 m. 
Profundidad máxima: 3 m.
El propósito de dichas medidas es que el jugador no pueda tocar el fondo para obligarlo a mantenerse a flote ocupando "la patada licuadora" o "batidora de huevos" como se conoce en diferentes países.    

El deporte generalmente se practica en piscinas olímpicas, las cuales cumplen estas medidas de profundidad.
Balón
El balón oficial del campeonato de waterpolo es de tamaño similar a una pelota de fútbol tradicional, la diferencia es el material con la que se hace el balón.
Las pelotas tienen 400 g de masa y un peso aproximado de 3,925 N y la medida de la circunferencia es de unos 70 cm.